# Coppa Sabatini 2008
La Coppa Sabatini 2008, cinquantaseiesima edizione della corsa e valevole come prova del circuito UCI Europe Tour 2008 categoria 1.1, si svolse il 9 ottobre 2008 per un percorso totale di 199 km. Fu vinta dall'ucraino Mychajlo Chalilov che giunse al traguardo con il tempo di 4h56'30", alla media di 40,27 km/h.
Presero il via a Peccioli 146 ciclisti, 99 di essi tagliarono il traguardo.

## Ordine d'arrivo (Top 10)
| Pos. | Corridore           | Squadra       | Tempo    |
| ---- | ------------------- | ------------- | -------- |
| 1    | Mychajlo Chalilov   | Cer. Flaminia | 4h56'30" |
| 2    | Filippo Pozzato     | Liquigas      | a 1"     |
| 3    | Stefano Garzelli    | Acqua & Sap.  | s.t.     |
| 4    | Mauro Finetto       | CSF Group     | s.t.     |
| 5    | Aleksandr Kolobnev  | CSC-Saxo Bank | s.t.     |
| 6    | Luca Mazzanti       | Tinkoff       | s.t.     |
| 7    | Fabian Wegmann      | Gerolsteiner  | s.t.     |
| 8    | Francesco Failli    | Acqua & Sap.  | s.t.     |
| 9    | Daniele Pietropolli | LPR Brakes    | s.t.     |
| 10   | Paul Martens        | Rabobank      | s.t.     |